# Seneca Motorcar Company

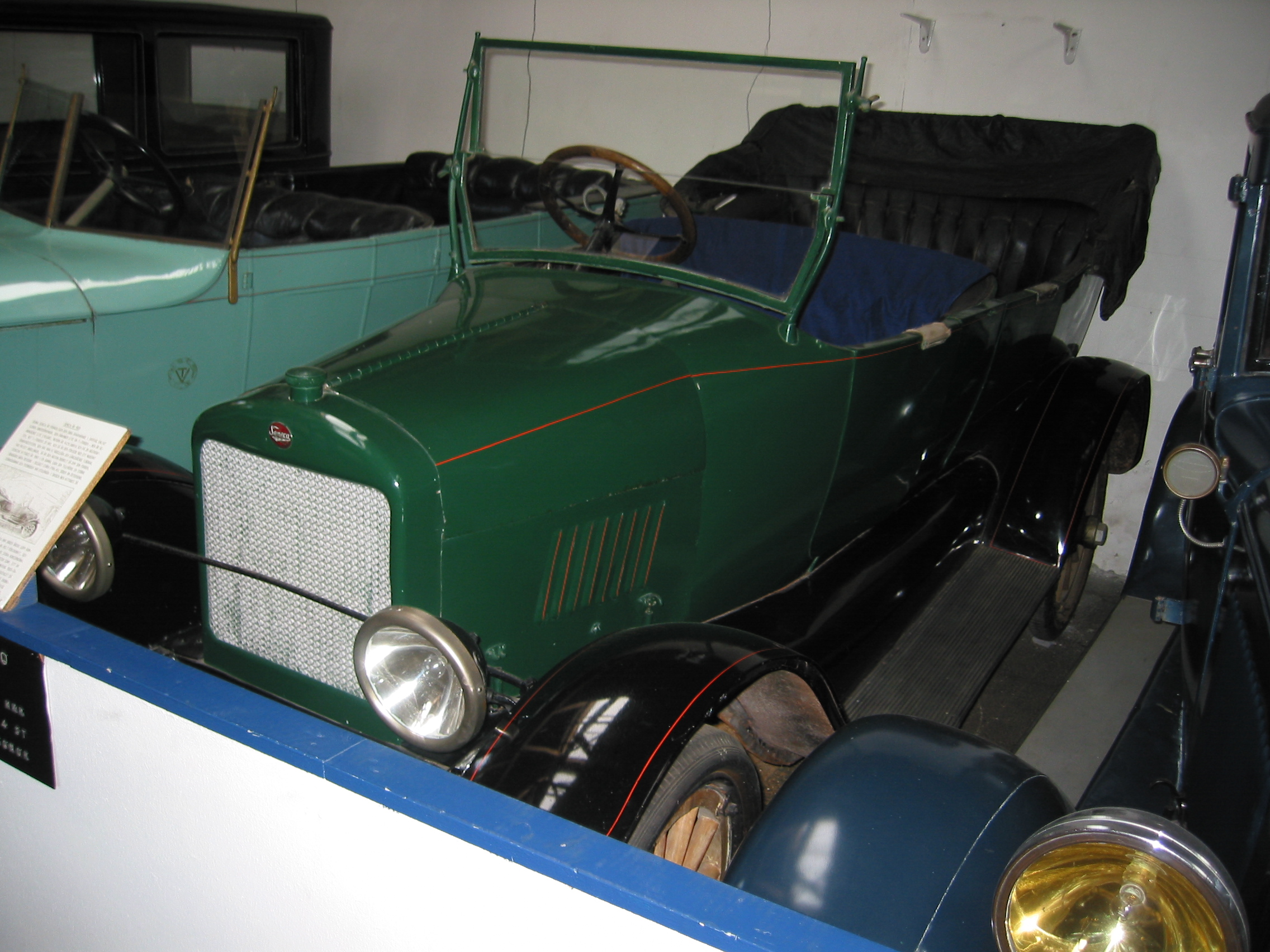
Seneca von 1920

Seneca Motorcar Company war ein US-amerikanischer Hersteller von Automobilen.

## Unternehmensgeschichte
Das Unternehmen wurde 1917 als Nachfolgegesellschaft der Fostoria Light Car Company in Fostoria in Ohio gegründet. Ira Cadwallader wurde Präsident, sein Sohn Lester Werksleiter. Im gleichen Jahr begann die Produktion von Automobilen. Der Markenname lautete Seneca. Die Produktionszahlen entwickelten sich ordentlich und lagen in den besten Jahren über 1000 Stück. Etwa die Hälfte der Fahrzeuge wurde exportiert.
Der verschärfte Wettbewerb führte 1924 dazu, dass die Produktion eingestellt wurde. Danach wurden noch einige Jahre lang Teile hergestellt.

## Fahrzeuge
Alle Fahrzeuge hatten zugekaufte Vierzylindermotoren. Bis 1921 kamen sie von der LeRoi Company und danach von Lycoming. Alle Aufbauen waren offen. Es waren Tourenwagen und Roadster, für die bis auf eine Ausnahme immer fünf Sitze bzw. zwei Sitze angegeben waren.
Von 1917 bis 1918 gab es den 27 HP. Der Motor leistete 27 PS. Das Fahrgestell hatte 274 cm Radstand. Der Neupreis betrug 735 US-Dollar.
1919 war die einzige Änderung eine Preiserhöhung auf 990 Dollar.
1920 wurde daraus das Model L. Die Daten änderten sich nicht. Der Preis wurde auf 1185 Dollar erhöht.
1921 wurde es in Model R-21 umbenannt. Sonst gab es keine Änderungen.
1922 folgte das Model 50. Der Radstand war auf 284 cm verlängert worden und der Preis auf 945 Dollar gesenkt worden.
1923 war seine Leistung mit 40 PS angegeben. Der Roadster kostete nun 935 Dollar und der Tourenwagen 985 Dollar. Neu war das Model L 2. Sein Motor leistete 35 PS. Der Radstand betrug 274 cm. Er war auch als Tourenwagen und Roadster erhältlich, allerdings ist die Anzahl der Sitze nicht überliefert.
1924 beschränkte sich das Sortiment wieder auf das Model 50. Die Preise konnten auf 875 Dollar gesenkt werden.

## Modellübersicht
| Jahr      | Modell     | Zylinder | Leistung (PS) | Radstand (cm) | Aufbau                                  |
| --------- | ---------- | -------- | ------------- | ------------- | --------------------------------------- |
| 1917–1918 | 27 HP      | 4        | 27            | 274           | Tourenwagen 5-sitzig, Roadster 2-sitzig |
| 1919      | 27 HP      | 4        | 27            | 274           | Tourenwagen 5-sitzig, Roadster 2-sitzig |
| 1920      | Model L    | 4        | 27            | 274           | Tourenwagen 5-sitzig, Roadster 2-sitzig |
| 1921      | Model R-21 | 4        | 27            | 274           | Tourenwagen 5-sitzig, Roadster 2-sitzig |
| 1922      | Model 50   | 4        | 27            | 284           | Tourenwagen 5-sitzig, Roadster 2-sitzig |
| 1923      | Model 50   | 4        | 40            | 284           | Tourenwagen 5-sitzig, Roadster 2-sitzig |
| 1923      | Model L 2  | 4        | 35            | 274           | Tourenwagen, Roadster                   |
| 1924      | Model 50   | 4        | 40            | 284           | Tourenwagen 5-sitzig, Roadster 2-sitzig |

## Produktionszahlen
Insgesamt entstanden über 5000 Fahrzeuge.
| Jahr  | Produktionszahl |
| ----- | --------------- |
| 1917  | 86              |
| 1918  | 237             |
| 1919  | 667             |
| 1920  | 1030            |
| 1921  | 1283            |
| 1922  | 827             |
| 1923  | 527             |
| 1924  | 427             |
| Summe | 5084            |